# Tereza Bledá
Tereza Bledá (ur. 30 listopada 2001 w Chebie) – czeska zawodniczka mieszanych sztuk walki (MMA). Była mistrzyni Oktagon MMA w wadze muszej. Od 6 września 2022 roku jest związana kontraktem z UFC.

## Osiągnięcia

### Mieszane sztuki walki
- Oktagon MMA
  - 2021-2022: Mistrzyni Oktagon MMA w wadze muszej[3]

## Lista zawodowych walk w MMA
| Wynik     | Bilans | Przeciwnik (bilans przed walką) | Rozstrzygnięcie                             | Runda | Czas | Rozgrywki                                  | Data       | Miejsce   | Uwagi                                                        |
| --------- | ------ | ------------------------------- | ------------------------------------------- | ----- | ---- | ------------------------------------------ | ---------- | --------- | ------------------------------------------------------------ |
| Wygrana   | 7-1    | Gabriella Fernandes (8-2)       | Decyzja (jednogłośna)                       | 3     | 5:00 | UFC Fight Night: Vettori vs. Cannonier     | 17.06.2023 | Las Vegas |                                                              |
| Przegrana | 6-1    | Natália Silva (13-5-1)          | TKO (obrotowe kopnięcie)                    | 3     | 1:27 | UFC Fight Night: Nzechukwu vs. Cutelaba    | 19.11.2022 | Las Vegas | Debiut w UFC.                                                |
| Wygrana   | 6-0    | Nayara Maia (7-0-1)             | Decyzja (jednogłośna)                       | 3     | 5:00 | Dana White’s Contender Series 2022: Week 7 | 06.09.2022 | Las Vegas | Pojedynek o kontrakt z UFC.                                  |
| Wygrana   | 5-0    | Mabelly Lima (9-1)              | TKO (ciosy pięściami w parterze)            | 1     | 1:49 | Oktagon 30: Bledá vs. Lima                 | 30.12.2021 | Praga     | Zdobyła pas mistrzyni Oktagon MMA w wadze muszej. Main Event |
| Wygrana   | 4-0    | Edna Oliveira (10-7-1)          | Poddanie (dźwignia prosta na staw łokciowy) | 1     | 4:25 | Oktagon 26: Naruszczka vs. Krištofič       | 24.07.2021 | Praga     |                                                              |
| Wygrana   | 3-0    | Karoline Martins (7-3)          | Decyzja (jednogłośna)                       | 3     | 5:00 | Oktagon 23: Kníže vs. Fusi                 | 01.05.2021 | Brno      |                                                              |
| Wygrana   | 2-0    | Judyta Rymarzak (3-2)           | Poddanie (duszenie zza pleców)              | 1     | 1:28 | Oktagon 21: Paradeiser vs. Buchinger       | 30.01.2021 | Brno      |                                                              |
| Wygrana   | 1-0    | Marie Loiseau (3-0)             | TKO (ciosy pieściami)                       | 2     | 1:49 | Oktagon 16: Ryšavý vs. Paradeiser          | 26.09.2020 | Brno      |                                                              |